# 太平洋大学
太平洋大学是一所位于美国加州史塔克頓的非營利性私立大学。

## 历史
1851年7月10日在加州圣克拉拉成立，校名为加州卫斯理学院（California Wesleyan College）。最初属于循道教会，1858年成立医学院，之后医学院并入斯坦福，现在是加州太平洋医学中心（California Pacific Medical Center）。1871年学院搬迁到聖荷西，并开始招收女生，成为加州第一所男女共校的学院。1878年音乐学院成立，是密西西比河以西地区的第一所该类学院。1896年和纳帕学院（Napa College）合并，并于1911年改名为太平洋学院（College of the Pacific）。1925年从湾区搬迁到位于中央山谷的史塔克頓。太平洋学院在1961年改名太平洋大学（University of the Pacific），并在60年代与循道教会分离。2007年，太平洋大学从Robert C. and Jeannette Powell获得1亿美元的捐赠。

## 学术

### 排名
美国太平洋大学经美国教育部核准，美国专业权威教育机构ACICS、CHEA的认证，具有颁发学士、硕士和博士学位的资格。美国太平洋大学是全美100所高质量的大学之一，且是全美最早的高等教育机构之一，提供100多种专业课程，尤其是拥有全美前50名的Arthur A. Dugoni 牙医学院，和Thomas J. Long药剂学和健康学院等专业学在全美享有盛名，其他较好的学科有化学、计算机科学、美术、音乐、药剂、商科、教育及工程。太平洋大学通过实习，海外学习，研究，社区活动参与和学科间参与活动等形式，将课堂授课与职业训练完美地融合了起来，在人才培养上有很高的评价。
根據2024年的《美国新闻与世界报道》的全美國國家級大學排名，太平洋大學排在第136名。太平洋大学教学通过实习和研究课程等形式，将课堂授课与职业训练融合了起来。学校位于斯托克顿的主校区只有四千多名学生。学校崇尚互助互爱的氛围，教师也乐于帮助学生追求成功。

### 组织
太平洋大学由下列学院组成：
- Arthur A. Dugoni 牙医学院：旧金山(San Francisco)
- 麦克乔治法学院：沙加緬度(Sacramento)
- College of the Pacific （科学和文理学院）：史塔克頓(Stockton)
- Thomas J. Long 药剂学和健康学院：史塔克頓
- 国际事务学院（全美最早的六所国际事务学院之一）：史塔克頓
- 音乐学院（西海岸第一所音乐学院）：史塔克頓
- Gladys L. Benerd 教育学院：史塔克頓
- Eberhardt 商学院：史塔克頓
- 工程和计算机科学学院：史塔克頓